# شورو (سربیشه)
شورو یک روستا در ایران است که در دهستان نهارجان شهرستان سربیشه واقع شده‌است. شورو ۲۹ نفر جمعیت دارد.